# Карлсёй
Карлсёй (норв. Karlsøy) — коммуна в губернии Тромс в Норвегии. Административный центр коммуны — город Ханснес. Официальный язык коммуны — нейтральный. Население коммуны на 2007 год составляло 2404 чел. Площадь коммуны Карлсёй — 1046,92 км², код-идентификатор — 1936.

## История населения коммуны
Население коммуны за последние 60 лет.

Статистика коммуны Карлсёй